# COVID-19 в Дании
Распространение COVID-19 в Дании — часть пандемии COVID-19 на территории Дании.
Первый случай в стране был зарегистрирован 27 февраля 2020 года.
Для борьбы с эпидемией вводились стандартные меры, такие как карантин для заболевших, обязательное ношение масок (с октября 2020). С 27 декабря 2020 года началась вакцинация населения, уже через год у Дании была самая большая доля вакцинированных в Европе .
С 1 февраля 2022 года Дания отменила последние ограничения, связанные с коронавирусом, а COVID-19 исключён из списка социально опасных заболеваний. Это стало возможным благодаря высокому уровню вакцинации в стране, а также малому количеству тяжелобольных.

## Предыстория
12 января 2020 года Всемирная организация здравоохранения (ВОЗ) подтвердила, что новый коронавирус был причиной респираторного заболевания в группе людей в городе Ухань, провинция Хубэй, Китай, о чём было сообщено ВОЗ 31 декабря 2019 года.